# Margate, Florida
Margate är en stad (city) i Broward County, i delstaten Florida, USA. Enligt United States Census Bureau har staden en folkmängd på 54 270 invånare (2011) och en landarea på 22,9 km².